# Hymenaster blegvadi
Hymenaster blegvadi is een zeester uit de familie Pterasteridae.
De wetenschappelijke naam van de soort werd in 1956 gepubliceerd door Madsen.